# Saab 93
La Saab 93 è un'autovettura prodotta dalla casa automobilistica svedese Saab dal dicembre 1955 al 1960.

## Storia

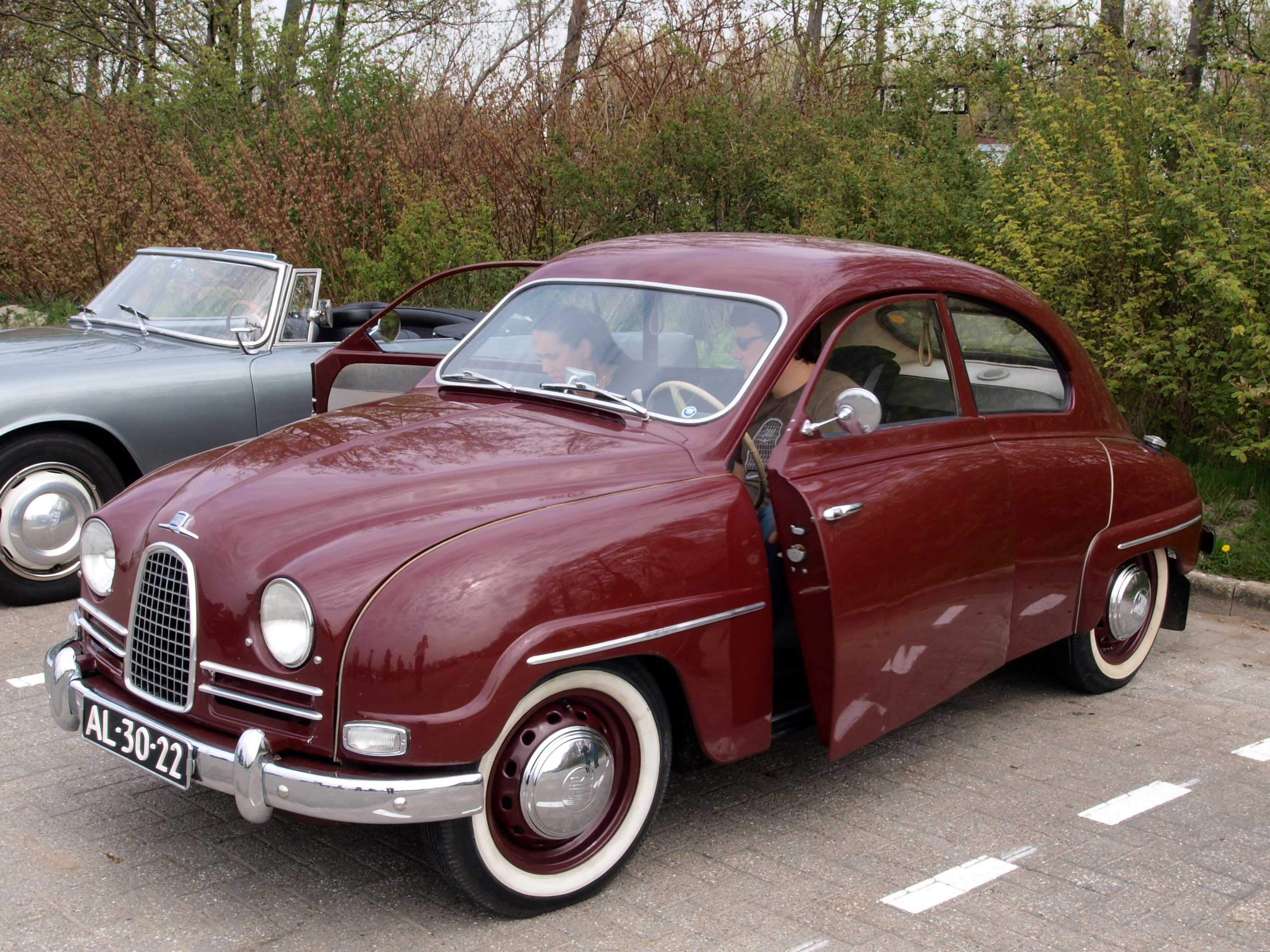
93B

Presentata nel dicembre 1955, fu disegnata da Sixten Sason e difatti anch'essa presenta il "Saab hockey stick". La 93 è equipaggiata con un motore Saab a due tempi e tre cilindri da 748 cc e 34 CV (25 kW) montato in posizione anteriore longitudinale. Il cambio è a tre marce con la prima non sincronizzata, la trasmissione è a trazione anteriore. Fu la prima Saab ad essere esportata dalla Svezia verso i mercati esteri con la maggior parte delle vetture dirette negli Stati Uniti. Possiede un vasto palmarès di successi sportivi, in particolare in Italia si ricorda il 1º posto alla Mille Miglia 1957 nella categoria Turismo Preparato 750.
Nel 1957 furono introdotte come optional le cinture di sicurezza a due punti. Il 2 settembre 1957 fu introdotta la 93B in cui il parabrezza (modello a due vetri) venne sostituito con uno monovetro.
Dal 1958 al 1960 venne prodotta una versione sportiva della 93: GT750 (Gran Turismo 750) con motore portato a 55 CV.

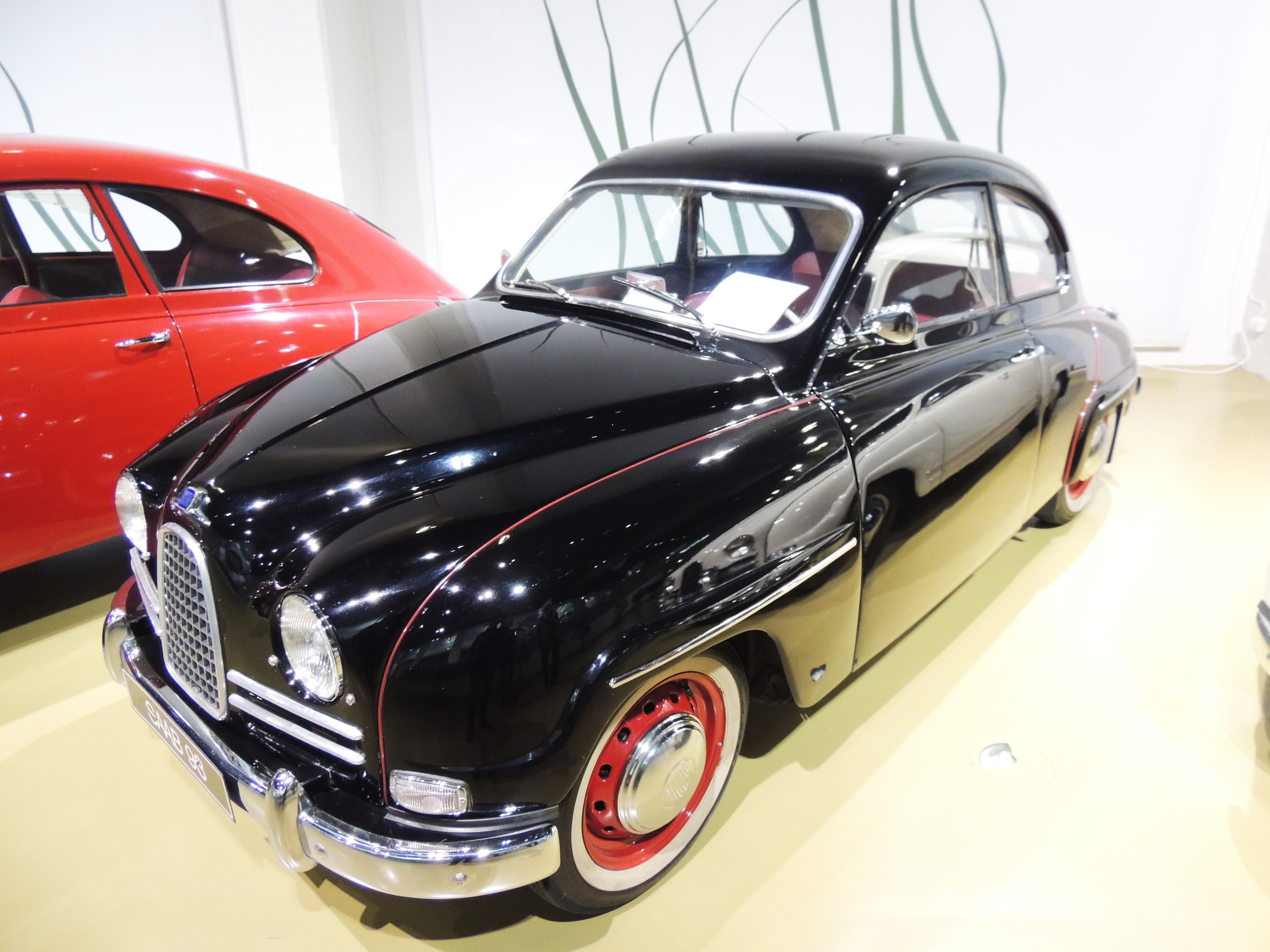
93F

Alla fine del 1959 fu introdotta la 93F che, oltre ad avere un impianto di raffreddamento maggiorato, presenta portiere incernierate in avanti in sostituzione di portiere incernierate posteriormente. In questo anno venne presentata una versione wagon che venne denominata Saab 95.
Sempre nel 1959 venne prodotta un'auto sperimentale chiamata Saab Monster (in svedese Monstret): si trattava di una 93 alleggerita e con due motori di 748 cc per un totale di 140 CV. Agli inizi del 1960, condotta dal pilota svedese Carl-Magnus Skogh, la 93 raggiunse la velocità di 223 km/h.